# Porphyromus caeruleiventris
Porphyromus caeruleiventris är en tvåvingeart som beskrevs av Fritz Isidore van Emden 1960. Porphyromus caeruleiventris ingår i släktet Porphyromus och familjen parasitflugor.
Artens utbredningsområde är Kenya. Inga underarter finns listade i Catalogue of Life.